# Томас Едвард
Томас Едвард (шот. Thomas Edward; 1814 - 1886) - шотландський натураліст.

## Біографія
Томас Едвард Народився у 1814 році в Госпорті, Шотландія був сином ткача. Коли йому було від чотирьох до п'яти років, його віддали в жіночу школу, яку утримувала Стара на ім'я Белл-Хілл на горищі звичайного житлового будинку. Але він часто прогулював уроки і вважав за краще ходити на рибний ринок, а не в шкільну кімнату. Його прогул незабаром став відомий його матері, яка потім найняла свою матір, бабусю Тома, щоб взяти його в школу. Він отримав освіту шевця і врешті-решт оселився в Банфі, де присвятив своє дозвілля вивченню природи тварин і збирав численні зразки тварин, які він опудала і виставляв, але з грошовими втратами; увагу королеви було залучено до його справи, і вона призначила йому щорічну пенсію в розмірі 50 фунтів стерлінгів, в той час як громадяни Абердіна подарували йому в березні 1877 року 130 соверенів (130 фунтів стерлінгів).
Історія його життя і творчості була записана в Книзі «Життя шотландського натураліста Томаса Едварда, члена Ліннеївського товариства», написаної Семюелем Смайлсом, ілюстрованої Джорджем Рідом і опублікованій Джоном Мюрреєм в 1876 році (між 1876 і 1889 роками вийшло дев'ять видань). Його портрет зберігається в Національній портретній галереї.